# Mattiastrum laxiflorum
Mattiastrum laxiflorum là loài thực vật có hoa trong họ Mồ hôi. Loài này được (Trautv.) Czerep. mô tả khoa học đầu tiên năm 1981.